# Хуманитарни рад
Хуманитаризам је поглед на свет, приступ у студији, филозофија, или пракса која сматра да су људи од примарног значаја и која је фокусирана на људске вредности и бриге. Хуманитарна помоћ је материјална или логистичка помоћ за хуманитарне сврхе, обично као одговор на хуманитарне кризе. Примарни циљ хуманитарне помоћи је спашавање живота, ублажавање патње и одржавање људског достојанства.
Хуманитарна организација (добротворна организација) је врста непрофитне организације (НПО). Термин је релативно општег карактера и технички се односи на јавне добротворне организације (такође под именом “ добротворне фондације”, “јавне фондације” или једноставно “фондације”) или приватне фондације. Разликује се од других врста НПО-а по томе што је фокусирана ка општим циљевима филантропске природе (добротворне, образовне, верске или друге активности које служе јавном интересу или општем добру). Законска дефиниција добротворних организација варира у зависности од земље, а у неким случајевима и од региона земље у којем хуманитарна организација послује.

## Филантропија и доброчинство
Данас, термин филантропија се најчешће користи да опише давање од стране организације (било профитне или непрофитне), док се давање од стране појединаца назива “индивидуалном филантропијом”. Други термин који се појављује је “доброчинство”, који се често користи уместо термина филантропија. Да би се направила разлика између ова два, доброчинство се описује пре свега као хуманитарна помоћ, док се израз филантропија користи за давање које подразумева шире и развојне потребе, као што је подршка култури, науци, заштити животне средине или цивилном друштву и развоју демократије. Филантропија је, и организацијска и појединачна, највећи извор прихода за непрофитни сектор широм света.
Правне форме кроз које је могуће бављење хуманитарним радом су: фондације(фондови), невладине организације.

## Фондације
Фондација (добротворна) је облик непрофитне организације која донира средства и подршку другим организацијама, или обезбеђује извор финансирања за своје добротворне пројекте. Разликујемо приватне и јавне фондације. Оснивање фондације прати усвајање фондацијских докумената као сто су : статут, правилник, изјава о намери. За разлику од предузећа, фондације немају акционаре али имају управни одбор, скупштину и гласање чланова. Фондација може да држи средства у своје име за сврхе наведене у оснивачким документима и своју администрацију, а операције се изводе у складу са статутом. Фондација наслеђем управља независно од оснивача. Приватне фондације(фондови) за разлику од јавних, углавном, не прикупљају средства из спољашњих извора.

## Фондације у Србији
Оснивачи фондова и задужбина, формираних најчешће при главним установама српске културе – Академији наука (Српска краљевска академија) и Универзитету (Великој школи) – били су људи из свих друштвених слојева Србије – успешни велетрговци и индустријалци, министри, професори, официри, владике, политичари, али и скромни земљорадници или војвођански паори. Тако се на списку дародаваца Београдског универзитета до 1939. године налази 76 особа и група, почев од краљевске породице до обичних грађана.

## Невладина организација
Невладина организација (НВО) је правно конституисана организација створена од стране физичких или правних лица која делује независно од било које владе. У случајевима у којима су невладине организације финансиране у потпуности или делимично од стране влада, НВО задржава невладин статус без представника власти у тој организацији. Термин се обично примењује само на организације које имају неки шири друштвени циљ који има политичке аспекте, али те организације нису отворено политичке организације, као што су политичке партије. НВО немају општеприхваћену правну дефиницију. Дефиниција се разликује од једног до другог правног система. Број међународно активних организација је око 40.000. Број локално активних је огроман нпр. у Индији је активно 3.300.000 оваквих организација.

### Типови нво:
НВО се могу делити по оријентацији и нивоу сарадње.
НВО по оријентацији: 
- добротворне,
- сервисне ,
- оснажујуће.

НВО према степену сарадње:
- организације везане за ужу заједницу,
- организације везане за регион,
- националне НВО,
- међународне НВО.

### Правни статус
Правна форма НВО-а је разноврсна и зависи од закона и обичаја земље у којој функционишу. Међутим, четири главне групе НВО које се могу наћи широм света су: 
- Организације без правног статуса волонтерски настројене
- Трустови и фондације
- Компаније којима није једини циљ профит
- Ентитети формирани или регистровани под посебним НВО или непрофитним законима

НВО не подлежу међународном праву, као државе. Изузетак је Међународни комитет Црвеног крста, који подлеже одредбама Женевске конвенције. Контрола хуманитарног рада је проблематична тема и због тога се хуманитарни рад често користи као параван за организовани криминал и тероризам. У Србији је хуманитарни рад уређен Законом о донацијама и хуманитарној помоћи и Законом о задужбинама и фондацијама.

## Могућности и ограничења учешћа предузећа у хуманитарном раду
На основу Закона о донацијама и хуманитарној помоћи, (чланови 1- 9) утврђене су следеће могућности и ограничења:
- Државни органи, јединице локалне самоуправе, јавна предузећа, јавне установе, друге организације и заједнице које не остварују добит, као и домаће и стране хуманитарне организације могу примати донације и хуманитарну помоћ.
- Прималац донације не може бити политичка странка.
- Донације и хуманитарна помоћ могу бити у роби, осим дувана и дуванских прерађевина, алкохолних пића и путничких аутомобила, услугама, новцу, хартијама од вредности, имовинским и другим правима.
- Увоз робе и услуга по основу донације и хуманитарне помоћи, као и увоз робе и услуга који се купују из средстава добијених од донације и хуманитарне помоћи и из средства остварених реализацијом хартија од вредности и по основу коришћења уступљених права, је слободан.
- Прималац донације је ослобођен плаћања царина и других увозних дажбина и такси;
- Прималац донације не може без претходног плаћања царине, робу ослобођену од плаћања царине и других увозних дажбина и такси, продати или употребити у друге сврхе осим у сврхе за које је донација;
- Уколико су девизе примљене као донације или хуманитарна помоћ, прималац донације их држи код овлашћене банке и користи их за плаћање увоза у складу са уговором о донацији односно уговором о пружању помоћи;
- На увоз робе које представља донацију или хуманитарну помоћ, не плаћају се акцизе и порез на промет у складу са одредбама савезног закона којим се уређују основи пореског система;

Давање за потребе заједнице, уз остале аспекте друштвено одговорног понашања, дугорочно води постизању пословног успеха :
- јачању „позитивне слике“ фирме као друштвено одговорног предузећа,
- стицању угледа код пословних партнера, или предности над конкуренцијом,
- смањење трошкова пословања и увећавање пословних могућности
- позитиван утицај на понашање клијената и одговор на растућа очекивања,
- задовољство и лојалност запослених,
- подршку од стране јавности, власти, медија,
- остваривање пореских олакшица,
- рекламирање предузећа,
- јавна признања

И други разлози мотивишу на давање за опште добро:
- заинтересованост за одређене теме, рад одређених организација или појединаца у заједници,
- чињеница да је донација тражена и уверење да ће средства бити корисно употребљена,
- жеља да се помогне развоју заједнице или решавању актуелних проблема,
- поверење у организације или особе које траже донације

## Хуманитарне области
Предузећа дефинишу опредељења да улажу у одређене области или садржаје заснована на информацијама из заједнице и својој пословној политици. Одређене области и активности приступачније су пословном сектору, а чешће оне које имају видљиве и лако мерљиве ефекте. Искуство из наше земље показује да су то најчешће: хуманитарне акције према угроженом становништву - помоћ избеглим и расељеним лицима, особама са инвалидитетом, деци привремено или трајно смештеној у установе, здравствена заштита, обнова здравствених установа и набавка медицинске опреме, образовање и стипендије за ученике - талентоване и сиромашне, заштита околине, култура и уметност, спорт и спортски догађаји, научно-истраживачки пројекти и опрема за научне установе, обнова споменика културе, изградња и реконструкција верских објеката.
Искуство такође показује да неке од области значајне за развој заједнице и друштва у целини остају ван интересовања домаћег пословног сектора као:заштита људских и мањинских права, међуетничка толеранција, заштита потрошача, подршка директном учешћу грађана и грађанки у одлучивању у заједници, и многе друге.